# جان فاشانو
جان فاشانو (به انگلیسی: John Fashanu) بازیکن فوتبال زادهٔ ۱۸ سپتامبر ۱۹۶۲ اهل کشور انگلستان که سابقهٔ بازی در تیم ملی فوتبال انگلستان را در کارنامهٔ خود دارد. وی در تاریخ ۲۳ مه ۱۹۸۹ نخستین بازی ملی خود را در مقابل تیم ملی فوتبال شیلی انجام داد و با حضور در ۲ بازی ملی، در تاریخ ۲۷ مه ۱۹۸۹ واپسین بازی ملی‌اش را در برابر تیم ملی فوتبال اسکاتلند برگزار کرد.